# Клусово
Клу́сово (рос. Клусово) — присілок у складі Дмитровського міського округу Московської області, Росія.

## Населення
Населення — 28 осіб (2010; 18 у 2002).
Національний склад (станом на 2002 рік):
- росіяни — 100 %